# Georg Gottlieb Tischer
Georg(e) Gottlieb Tischer war ein kurfürstlich-sächsischer Beamter. Er war Kammerkommissionsrat und Amtmann in Zeitz sowie Rittergutsbesitzer.

## Leben
Tischer schlug eine juristische Verwaltungslaufbahn ein. 1723 ist er als Amtmann in Leisnig nachweisbar. Später wurde er in Zeitz Kammerkommissionsrat und gleichzeitig auch Amtmann und Steuereinnehmer. 1738 wird er bereits in Zeitz genannt.
Er war Erb-, Lehn- und Gerichtsherr in Würchwitz.
1770 stiftete er als Kammerkommissionsrat bei dem Verkauf seines Ritterguts Würchwitz ein Legat an Johann Christian Schubarth, das von den Kaufgeldern, als ein unablegliches Kapital von 200 Talern, nach seinem Ableben die Zinsen an zwei arme Scholaren auf der Stadtschule zu Zeitz entrichtet werden sollen.

## Familie
Er heiratete Johanna Dorothea geborene Clauer aus Dresden, die frühzeitig am 13. Februar 1758 in Zeitz verstarb. Aus diesem Anlass erschien eine Leichenpredigt in Druck.
Sein Sohn Johann Carl Tischer löste ihn als Amtmann in Zeitz ab. Wegen Unregelmäßigkeiten wurde Johann Carl Tischer im Jahre 1801 vom öffentlichen Dienst suspendiert.
Seine Tochter Henrietta Amalia Tischer (* 27. Juni 1743 in Zeitz; † 17. April 1772 in Jena) schloss am 22. November 1762 in Zeitz die Ehe mit dem Rechtswissenschaftler Karl Friedrich Walch (1734–1799). Aus der Ehe stammt die Tochter Charlotta Amalia Walch (* 1. November 1763 in Jena; † 1834).